# Хав'єр Климович
Хав'є́р Ерна́н Климо́вич Лагана́ (ісп. Javier Hernán Klimowicz Laganá / пол. Javier Hernán Klimowicz Laganá; нар. 10 березня 1977, Кільмес, Буенос-Айрес, Аргентина) — аргентинський та еквадорський футболіст польсько-українського походження, воротар. Брат футболіста Дієго Климовича.

## Клубна кар'єра

### «Інстітуто»
Вихованець клубу «Інстітуто де Кордоба», у футболці якого дебютував 1998 році в Національному чемпіонаті B Аргентини. Наступного сезону разом з командою вийшов до Прімера Дивізіону. Виступав у команді до 2001 року, у тому числі й під керівництвом Херардо «Тата» Мартіно.

### «Блумінг»
У 2002 році відправився в болівійський «Блумінг», де пробув два роки і вважався одним з кумирів вболівальників клубу.

### «Депортіво Куенка»
У 2004 році приєднався до «Депортіво Куенки» з вищого дивізіону чемпіонату Еквадору. У перший же рік отримав дискваліфікацію від Федерацією футболу Еквадору через напад на арбітра Маурісіо Рейносо. Того ж року став чемпіоном, найкращим воротарем турніру та гравцем своєї команди, яка вперше в історії виграла титул чемпіона Еквадору. З «Депортіво Куенка» грав у Кубку Лібертадорес 2005, 2006 і 2008 років.
Хав'єр Климович вважається одним з найкращих іноземних воротарів, які грали в Еквадорі останнім часом. У 2007 році отримав лист про отримання еквадорського громадянства, завдяки чому через декілька місяців його викликали до національної збірної Еквадору. У футболці «Депортіво Куенка» провів загалом 155 матчів у національних турнірах.

### «Емелек»
У 2009 році його придбав «Емелек», де він часто виступав, як у національних матчах, так і в міжнародних поєдинках. У середині 2011 року отримав травму, яка залишила його поза футболом на два роки, й повернувся лише у 2013 році, в якому став чемпіоном Еквадору, а в 2014 та 2015 році повторив це ж досягненням, завдяки чому став триразовим чемпіоном.

### Завершення кар'єри
Повернувся до рідної Аргентини, щоб скасувати позбутися приставки «виконувач обов'язків», оскільки після закінчення навчання відвідував онлайн-курси. Президент «Емелека» Нассіб Неме запропонував йому стати новим технічним директором резервної команди.

## Кар'єра в збірній
У футболці національної збірної дебютував 6 червня 2007 року в переможному (2:0) товариському турнірі Кубок латиноамериканського виклику проти Перу в Барселоні. Загалом двічі зіграв за збірну Еквадору.

## Особисте життя
Належить до великої футбольної родини. Брати Дієго та Ніколас, а також племінник Матео, також професіональні футболісти. Родина Хав'єра має змішане польсько-українське походження.

## Досягнення

### Клубні
«Депортіво Куенка»
- Серія A Еквадору
  -  Чемпіон (1): 2004